# Lista de bispos de Yakima
A diocese de Yakima foi criada a 23 de junho de 1951, separando-se das de Seatle e Spokane.
Esta lista de bispos de Yakima (Dioecesis Yakimensis) lista os bispos de Yakima desde a sua criação.

## Bispos
- 9 de julho de 1951 - 5 de fevereiro de 1969: Joseph Dougherty (Joseph-Patrick Dougherty)
- 5 de fevereiro de 1969 - 15 de janeiro de 1974: Cornelius Power (Cornelius-Michaël Power)
- 5 de setembro de 1974 - 10 de agosto de 1976: Nicolas Walsh (Nicolas-Eugène Walsh)
- 16 de fevereiro de 1977 - 17 de abril de 1990: William Skylstad (William-Stephen Skylstad)
- 10 de julho de 1990 - 30 de abril de 1996: Francis George (Francis-Eugène George)
- 31 de dezembro de 1996 - 12 de abril de 2011: Carlos Sevilla (Carlos-Arthur Sevilla)
- desde 12 de abril de 2011: Joseph Tyson (Joseph Jude Tyson)